# Campichthys
Campichthys is een geslacht van straalvinnige vissen uit de familie van zeenaalden en zeepaardjes (Syngnathidae). Het geslacht is voor het eerst wetenschappelijk beschreven in 1931 door Whitley.

## Soorten
- Campichthys galei (Duncker, 1909)
- Campichthys nanus Dawson, 1977
- Campichthys tricarinatus Dawson, 1977
- Campichthys tryoni (Ogilby, 1890)